# Frontera entre Chad y la República Centroafricana
La frontera entre la República Centroafricana y la República de Chad es el límite que separa ambos países. Tiene 1197 km de longitud.
Comienza en el punto de la triple frontera entre ambos países y el Camerún, y termina en la triple frontera con Sudán. Predomina la orientación oeste-este, siguiendo principalmente el curso de los ríos Aouk, Nana Barya, Pendé y Aoukalé.
La frontera, sobre todo en su parte oriental, ha sido una zona violenta y con muchos refugiados debido al conflicto de Darfur.